# Liste der Bodendenkmäler in Frauenneuharting
Auf dieser Seite sind die Bodendenkmäler in der oberbayerischen Gemeinde Frauenneuharting zusammengestellt. Diese Tabelle ist eine Teilliste der Liste der Bodendenkmäler in Bayern. Grundlage ist die Bayerische Denkmalliste, die auf Basis des Bayerischen Denkmalschutzgesetzes vom 1. Oktober 1973 erstmals erstellt wurde und seither durch das Bayerische Landesamt für Denkmalpflege geführt wird. Die folgenden Angaben ersetzen nicht die rechtsverbindliche Auskunft der Denkmalschutzbehörde.

## Bodendenkmäler in Frauenneuharting
| Lage       | Objekt | Akten-Nr.     | Bild |
| ---------- | --- | ------------- | ---- |
| (Standort) | Verebneter Grabhügel vorgeschichtlicher Zeitstellung. | D-1-7938-0024 |      |
| (Standort) | Verebneter Grabhügel vorgeschichtlicher Zeitstellung. | D-1-7938-0025 |      |
| (Standort) | Untertägige spätmittelalterliche und frühneuzeitliche Befunde im Bereich des ehemaligen Wasserschlosses Eichbichl und seiner Vorgängerbauten mit verlandetem Schlossweiher und abgegangenem Wirtschaftshof. | D-1-7938-0174 |      |
| (Standort) | Untertägige mittelalterliche und frühneuzeitliche Befunde im Bereich der katholischen Pfarrkirche Mariä Heimsuchung in Frauenneuharting und ihrer Vorgängerbauten.                                          | D-1-7938-0185 |      |
| (Standort) | Untertägige mittelalterliche und frühneuzeitliche Befunde im Bereich der katholischen Filialkirche St. Leonhard in Haging.                                                                                  | D-1-7938-0188 |      |
| (Standort) | Untertägige mittelalterliche und frühneuzeitliche Befunde im Bereich der katholischen Filialkirche St. Jakobus in Jakobneuharting und ihres Vorgängerbaus                                                   | D-1-7938-0190 |      |
| (Standort) | Untertägige mittelalterliche und frühneuzeitliche Befunde im Bereich der katholischen Filialkirche St. Petrus in Lauterbach und ihrem Vorgängerbau mit aufgelassenem Friedhof.                              | D-1-7938-0195 |      |
| (Standort) | Untertägige spätmittelalterliche und frühneuzeitliche Befunde im Bereich der katholischen Kirche St. Johannes der Täufer und Georg in Tegernau und ihrem Vorgängerbau.                                      | D-1-7938-0198 |      |